# Объединённая конголезская партия
Объединённая конголезская партия, или же Партия объединённых конголезцев (UCP, фр. Parti des Congolais Unis — PCU) — правоцентристская политическая партия находящаяся в изгнании. Партия представляет как внутренние так и диаспорные интересы Демократической Республики Конго. Партия была основана в 2012 году конголезским бизнесменом Кристианом Малангой в качестве платформы для независимых оппозиционных кандидатов в Демократической Республике Конго. Впоследствии Маланга называл себя президентом Нового Заира и был убит в результате попытки государственного переворота в ДР Конго 19 мая 2024 года.

## История
Партия была первоначально сформирована в январе 2010 года, конголезским бизнесменом из Киншасы и бывшим военным офицером Кристианом Малангой, и имело название Движение за освобождение Конго (фр. Mouvement de Libération Congolais). Цель партии было обеспечение организации свободного собрания независимых кандидатов от конголезской оппозиции на президентских выборах в Демократической Республике Конго в 2011 году. Перед выборами кандидаты от партии были задержаны и были освобождены только через несколько недель. После чего, лидер партии Кристиан Маланга переместил партийный аппарат в Вашингтон. Уже там партия была реформирована в соответствии с новым уставом в октябре 2012, и переименовалась как Объединённая конголезская партия.
7 апреля 2014 года Маланга назначил конголезского музыканта и игрока на Сукусе Канду Бонго Мана в качестве первого посла по особым поручениям Объединённой конголезской партии. Церемония награждения на эту должность прошла в Вашингтоне. Главной обязанностью Канды как посла по особым поручениям Объединённой конголезской партии, стало развитие доброй воли и дружба с другими прогрессивными африканскими лидерами. На сегодняшний день, Объединённая конголезская партия проводит кампании и лоббирует интересы как внутренних, так и международных конголезцев в рамках подготовки к следующему раунду национальных выборов в Демократической Республике Конго.

## Попытка государственного переворота
19 мая 2024 года, глава партии Кристиан Маланга был убит в результате попытки государственного переворота в ДР Конго. С того момента у партии отсутствует лидер.